# Émilie Claeys
Emilie Claeys, née le 9 mai 1855 à Gand et décédée le 16 février 1943, est une activiste belge des droits des femmes, membre du Parti ouvrier belge. Elle est ouvrière dans la région de Gand, en Belgique, et mère célibataire de deux filles. Emilie Claeys est entrée dans l'histoire comme l'une des pionnières du mouvement des femmes belges. C'est en partie grâce à elle que le droit de vote des femmes est finalement adopté en 1948 et que l'interdiction de la promotion de la contraception a été levée en 1973.

## Biographie

### Jeunes années
Emilie Claeys est née à Gand en 1855, dans une famille ouvrière. Son père est mort jeune, ce qui fait qu'elle doit vite contribuer aux revenus de la famille. Elle travaille comme fileuse et servante avant de devenir politiquement active à partir de 1886. Dans l'usine textile où elle travaille, elle est confrontée à la condition misérable des ouvriers. 
Élevée dans la religion catholique, elle perd sa foi à l'âge adulte. Elle est une mère célibataire de deux enfants à l'âge de 26 ans. 

### L'engagement socialiste et féministe
En 1886, Emilie Claeys devint présidente du Socialistische Propagandaclub voor vrouwen (Club de propagande socialiste pour les femmes), qui fait partie du Parti ouvrier belge (POB). Ce club  organise une école pour femmes adultes, où elles étudient le français, la lecture, l'écriture et les mathématiques. Il organise également des conférences, des clubs de lecture, des soirées d'art,… le tout dans le but d'« éloigner les femmes de la double morale des hommes et du capitalisme ». Son objectif était l'émancipation des femmes, tant dans le mariage que sur le lieu de travail: le socialisme n'étant qu'un moyen d'atteindre cet objectif. 

### Droit de vote des femmes
Grâce à l'intervention de ce club, le parti intègre le droit de vote des femmes dans son programme en 1893 (mais il sera révisé par la suite, et le droit de vote ne sera accordé en Belgique qu'en 1948). 
En 1891, elle rédige la brochure Een woord aan de vrouwen (Un mot aux femmes), sur le rôle des hommes et des femmes dans l'éducation, et en 1892  Het vrouwenstemrech, sur le droit de vote des femmes, un sujet qu'elle aborde dans plusieurs conférences au cours de ces années. 

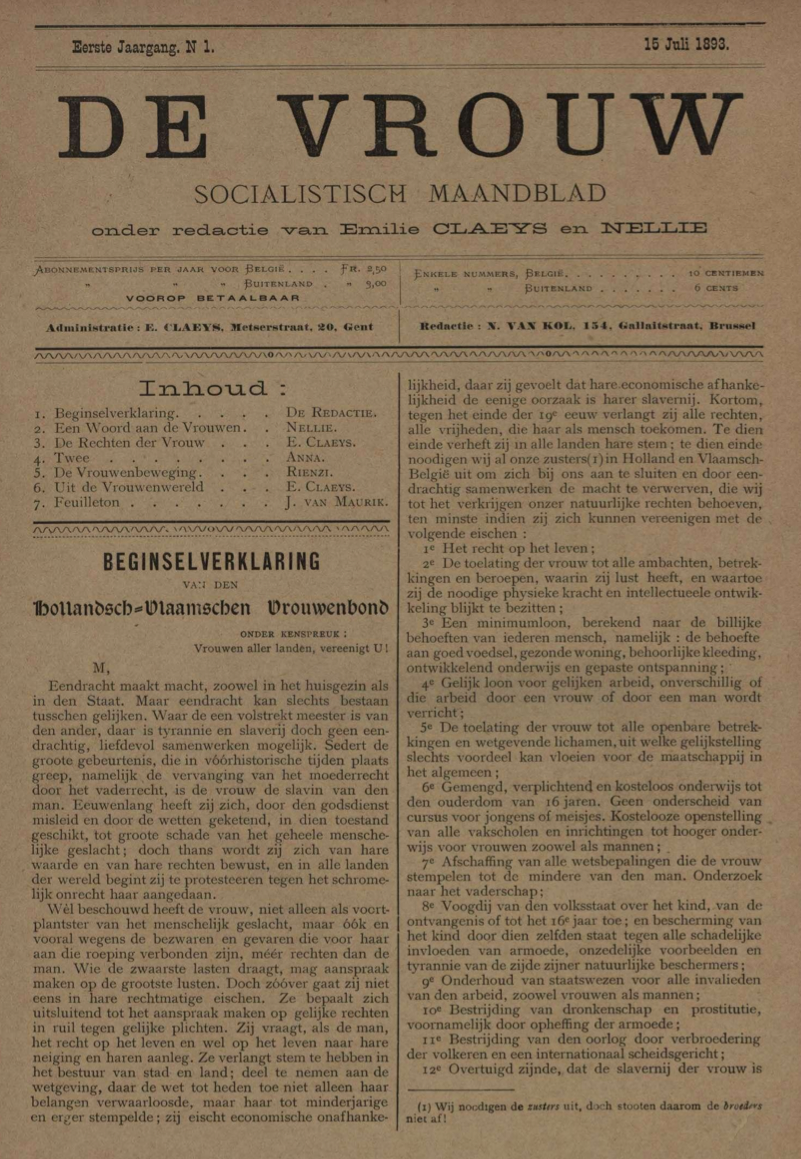
Une de la première édition de De Vrouw du 15 juillet 1893

### De Vrouw
En 1893, Emilie Claeys est élue au Conseil national du Parti ouvrier belge et représente la Flandre au Congrès de Zurich de l'Internationale ouvrière. La même année, elle devient éditrice du journal socialiste Vooruit (1884-1991) et fonde avec Nellie van Kol le Hollandsch-Vlaamsche Vrouwenbond (Union des femmes néerlandaises et flamandes) et son mensuel De Vrouw (La femme). Dans son premier numéro, figure la déclaration  « Femmes de tous pays, unissez vous ! ». Parmi leurs douze revendications figurent l’égalité de rémunération pour un travail égal, le salaire minimum et l’admission des femmes à toutes les professions sur le marché du travail, à condition qu’elles soient intellectuellement et physiquement capables. Du 15 juillet 1893 au 1er septembre 1900, plus de 180 numéros sont publiés avec un contenu varié mais toujours orientés vers l’émancipation des femmes. 

#### La théorie du travail reproductif
De Vrouw se préoccupe particulièrement du sort des femmes de la classe ouvrière qui doivent cumuler leur travail domestique avec des emplois mal rémunérés de bonne ou de travail en usine. De Vrouw dénonce leurs conditions de travail déplorables, l'écart salarial et le travail des enfants mais aussi la répartition inégale des tâches ménagères dans le mariage. Emilie Claeys soutient la solution de responsabilité collective avancée par Friedrich Engels et August Bebel au double fardeau des femmes. Des cuisines et des buanderies communautaires doivent libérer les femmes des tâches domestiques dont elles sont responsables. Pour autant, la responsabilité des tâches domestiques reste attribuée aux femmes. 

#### Contraception et mariage
En plus de l'égalité des droits et des chances pour les femmes, Emilie Claeys et Nelly van Kol sont également impliquées dans la planification familiale et la contraception, ce qui vaut à De Vrouw d'être mis à l'index catholique des lectures interdites en Belgique. Elle signe ses articles sur la contraception du nom de Lilian. Son article Een ernstig woord (un mot sérieux), sans doute le premier en Flandre sur la limitation des naissances, est publié sous forme de brochure mais tous les exemplaires sont saisis pas les forces de l'ordre. Son propre parti ne la soutient pas sur ce terrain. 
Emilie Claeys est une admiratrice de August Bebel, un socialiste et féministe allemand. Dans De Vrouw, elle publie, de nombreux articles sur ses théories et son livre Die Frau und der Sozialismus (La femme et le socialisme). Elle soutient sa conception du mariage libre, sans toutefois le suivre dans ses idées sur la libre sexualité. Ces idées et son style de vie (elle assume son statut de mère célibataire de deux filles d'un bourgeois marié) en font une cible pour ses opposants et elle se trouve prise das une bataille entre les socialistes, catholiques et libéraux sur la respectabilité morale. 
Pendant la même période, elle est gouverneure du Bond Moyson, une assurance maladie socialiste. 
En lien avec les revendications de la Ligue belge du droit des femmes, elle demande « une responsabilité égale de l'homme et de la femme dans l'amour », c'est-à-dire le droit à effectuer une recherche de paternité pour un enfant né hors-mariage. En effet, la recherche de paternité est à ce moment interdite par la loi, ce qui déresponsabilise les hommes en leur ôtant toute obligation envers leurs enfants biologiques mais illégitimes. 

### Fin de carrière
Elle démissionne en 1895 du Conseil national du POB pour protester contre l'attentisme des socialistes en matière de droits des femmes. En 1896, elle est exclue du parti pour avoir été prise en flagrant délit d'adultère,. 
Elle poursuit son travail avec De Vrouw jusqu'en 1900. Son rôle de leader du féminisme en Flandre s'achève là. Elle continue de vivre à Gand et meurt en 1943 dans la pauvreté,. 